# Eucosma gonzalezalvarezi
Eucosma gonzalezalvarezi is een vlinder uit de familie bladrollers (Tortricidae). De wetenschappelijke naam is voor het eerst geldig gepubliceerd in 1969 door Agenjo.
De soort komt voor in Europa.